# Präsidentschaftswahl in Kasachstan 1991
Die Präsidentschaftswahl in Kasachstan fand am 1. Dezember 1991 statt. Es war die erste Wahl des kasachischen Präsidenten seitdem Kasachstan seine Souveränität innerhalb der Sowjetunion erklärt hatte. Aus der Wahl, bei der es nur einen einzigen Kandidaten gab, ging der bisherige Regierungschef der Kasachischen SSR, Nursultan Nasarbajew, als Sieger hervor.

## Ergebnis
Ergebnis:
| Kandidat                        | Partei                            | Stimmen   | Anteil   |
| ------------------------------- | --------------------------------- | --------- | -------- |
| Nursultan Nasarbajew            | Kommunistische Partei Kasachstans | 8.681.276 | 98,8 %   |
| Gegen den Kandidaten            | Gegen den Kandidaten              | 107.252   | 1,2 %    |
| Ungültig                        | Ungültig                          | 198       |          |
| Gesamt (Wahlbeteiligung 88,2 %) | Gesamt (Wahlbeteiligung 88,2 %)   | 8.788.726 | 100,00 % |